# Bijlboeg

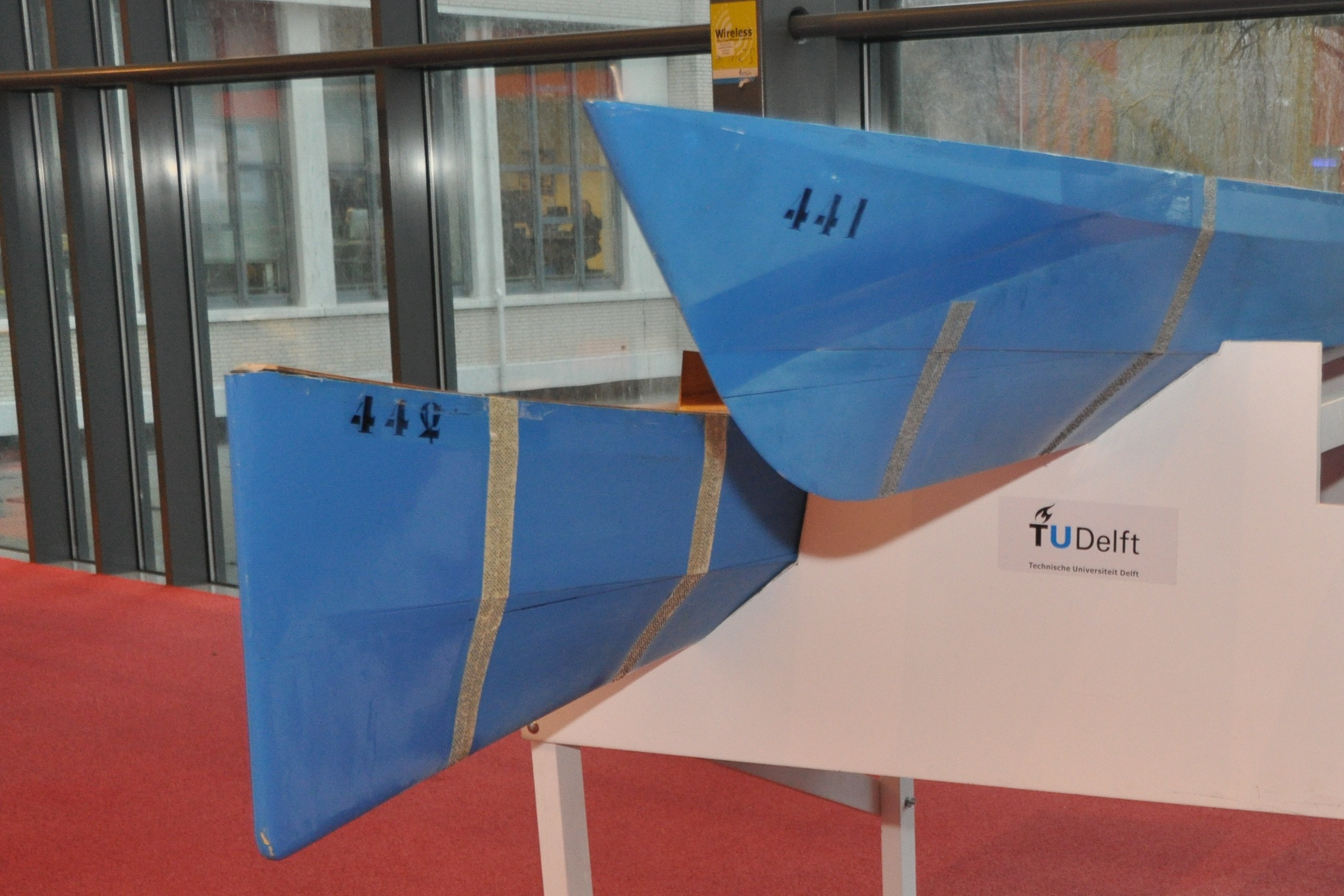
Verschil tussen een conventionele (441) en een bijlboeg (442)

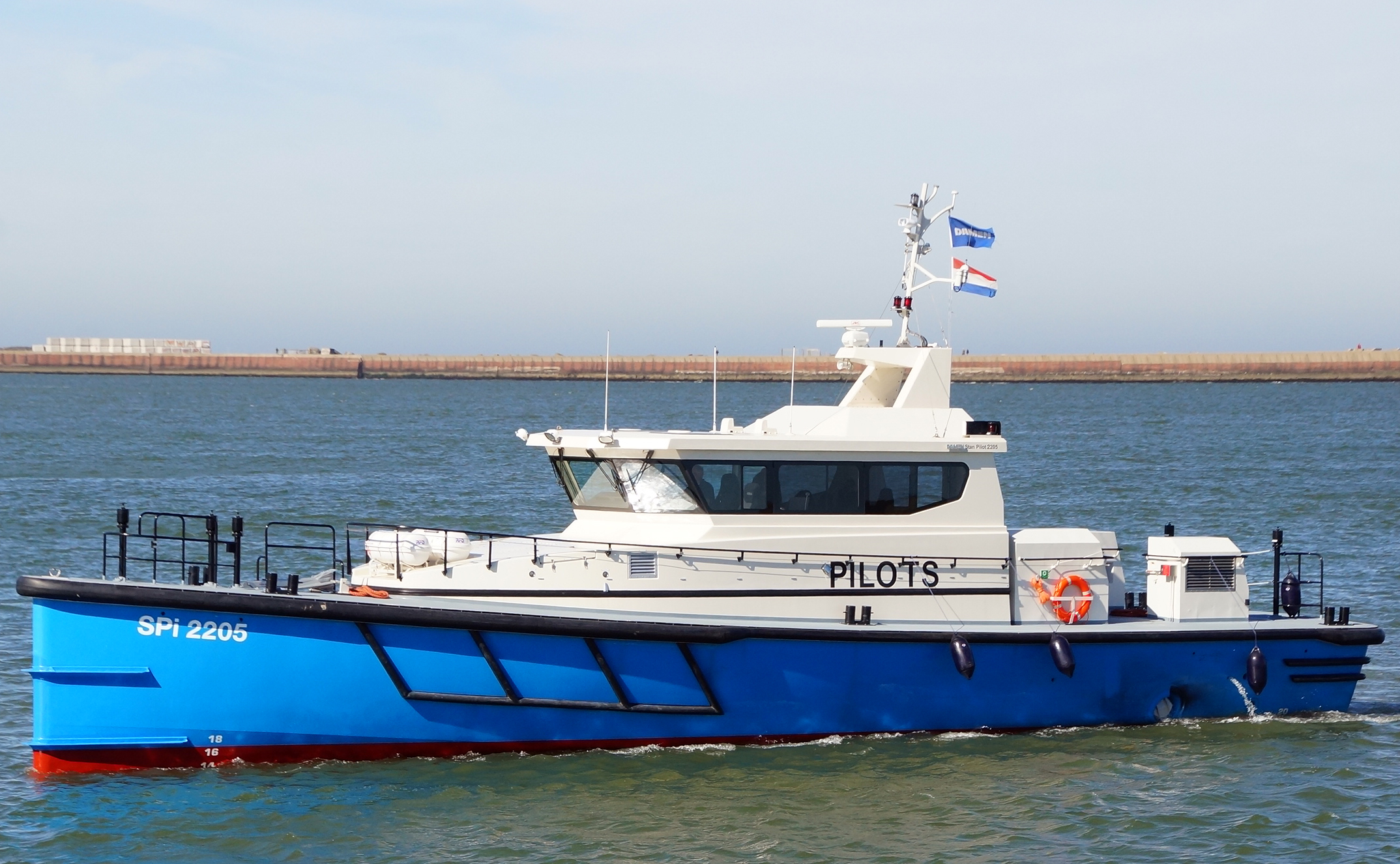
een loodsboot met een bijlboeg

De bijlboeg is een vorm van de boeg van een schip, die zich kenmerkt door een geheel verticale steven en een relatief hoog en smal voorschip, een boeg met de vorm van een bijl. Het schip snijdt het water als het ware doormidden en blijft daarbij met de boeg in het water. Daardoor is het vaartuig minder gevoelig voor golfbewegingen. Doordat de boeg niet uit het water komt, heeft het schip meer buiswater, maar geen last van paaltjespikken. Dat effect wordt bereikt doordat de smalle rompvorm van het voorschip minder opdrijvend vermogen heeft en daarmee de beweging vertraagt.
Een klein nadeel van deze rompvorm is dat het schip door haar grotere lengte, minder wendbaar is. Dit kan eventueel opgevangen worden door een groter roer toe te passen. Een ander nadeel is dat de waterweerstand wat groter is door het grotere rompoppervlak.
De verticale steven is op zich niet uniek, die kwam ook al voor in het stoomtijdperk. De vernieuwing zit in het versmallen van de boeg, een idee dat werd uitgewerkt door Lex Keuning van Faculteit Werktuigbouwkunde, Maritieme Techniek & Technische Materiaalwetenschappen, 3mE (Mechanical, Maritime and Materials Engineering) van de Technische Universiteit Delft, adviseur van de Damen Shipyards Group te Gorinchem, samen met Marin (Maritime Research Institute Netherlands) in Wageningen, de Koninklijke Marine in Den Haag, de Koninklijke Schelde Groep in Vlissingen en de United States Coast Guard. Het is ontwerp Fast Crew Supplier 3507 en het werd voor het eerst uitgevoerd bij de Sea Axe, in aluminium.